# Lauren Sweetser
Lauren Sweetser (* 11. Februar 1988 in Fayetteville, Arkansas) ist eine US-amerikanische Schauspielerin. Bekanntheit erlangte sie vor allem durch ihre Rolle der Gail im vierfach oscarnominierten Filmdrama Winter’s Bone.

## Leben und Karriere
Sweetser wurde im Jahre 1988 in der mittlerweile drittgrößten Stadt des Bundesstaates Arkansas, Fayetteville, als Tochter von William und Kelly Sweetser geboren. In Fayetteville aufgewachsen, begann sie bereits im Alter von drei Jahren mit dem Tanzen und führte diese Tätigkeit bis zu ihrer Collegezeit fort. Nach ihrem Abschluss an der Fayetteville High School im Jahre 2006, wo sie unter anderem erste Erfahrungen im Theaterschauspiel sammeln konnte, wechselte sie an die Missouri State University in Springfield, Missouri. Dort setzte sie ihr Schaffen im Theaterbereich fort, arbeitete nebenbei mit dem Creative Actor’s Workshop, einer professionellen Filmschauspielgruppe, und schloss die Universität am 14. Mai 2010 mit einem „Bachelor of Fine Arts in Acting“ erfolgreich ab. Nach ihrem Hochschulabschluss plante Sweetser eine Übersiedelung nach Los Angeles, um dort ihre Schauspielkarriere zu starten. Bereits in den Jahren 2007 bis 2009 war sie jeden Sommer in Los Angeles, um an ihrer späteren Laufbahn als Schauspielerin zu arbeiten, wobei sie verschiedene Praktika absolvierte und kleinere Jobs in der Filmindustrie übernahm.
Ihren großen Durchbruch hatte sie schließlich noch im gleichen Jahr, als sie unter anderem neben der späteren Oscarpreisträgerin Jennifer Lawrence im Drama Winter’s Bone mitwirkte, wo sie den Charakter der Gail, der besten Freundin der Hauptcharakterin, mimte. Durch ihren Schauspiellehrer, dem ehemaligen Schauspieler Scott Arthur Allen, kam Sweetser zu einem „table read“ mit einem neuen Drehbuch basierend auf Daniel Woodrells Werk Winter’s Bone. Ohne große Erwartungen darin gesetzt zu haben, schaffte sie es gegen 200 andere Personen, die der Leseprobe beiwohnten und für die Rolle vorsprachen, in den Cast des Filmdramas. Nachdem sie bereits zu Beginn ihres Studiums vorgesprochen hatte, wurde ihr erst nach eineinhalb Jahren (2008) mitgeteilt, dass sie die Rolle bekommen würde. Nach anfänglichen Schwierigkeiten, die Produzenten bekamen eine weitere Video-Audition Sweetsers nicht, da diese auf dem Postweg verloren ging, außerdem sollte Sweetser anfangs einen kleineren Charakter mit dem Namen Megan spielten, wurde die junge Darstellerin von der Regisseurin Debra Granik persönlich angerufen um noch einmal von Angesicht zu Angesicht vorzusprechen. Erst dann wurde ihr, runde eine Woche vor Drehbeginn, die wichtige Nebenrolle der Gail angeboten.
Die Premiere des Films fand beim Sundance Film Festival 2010 statt, wo der Film gleich den Großen Preis der Jury gewann. In den Monaten darauf gewann der Film bzw. die Personen, die am Film mitgewirkt haben, zahlreiche weitere Preise; ebenso viele Nominierungen konnte man verzeichnen. Lauren Sweetser war dabei ebenfalls mehrmals Preisträgerin oder Nominierte; u. a. wurde sie mit der restlichen Filmbesetzung mit einem Gotham Award in der Kategorie „Bestes Ensemble“ ausgezeichnet. Weitere Beteiligung hatte sie bei der Auszeichnung zum „Besten Ensemble“ der Detroit Film Critics Society, sowie bei der Nominierung in gleicher Kategorie der Southeastern Film Critics Association.
Nach den Erfolgen mit Winter’s Bone wurde es weitgehend ruhig um die junge Schauspielerin. So konnte sie im Jahre 2010 noch einen Auftritt in der Pilotfolge von Law & Order: LA verzeichnen, danach folgten fast ausschließlich Arbeiten in Kurzfilmen. Darunter Scraps im Jahre 2011, sowie Stop Traffick und T and Sugar (2013). Einen weiteren Auftritt hatte sie auch noch im Jahre 2012 in der 23. Folge der dritten Staffel von Navy CIS: L.A., in der sie die Informantin Mara White mimte.

## Filmografie
Filmauftritte (auch Kurzauftritte)
- 2010: Winter’s Bone
- 2011: Scraps (Kurzfilm)
- 2013: Stop Traffick (Kurzfilm)
- 2013: T and Sugar (Kurzfilm)

Serienauftritte (auch Gast- und Kurzauftritte)
- 2010: Law & Order: LA (1 Episode)
- 2012: Navy CIS: L.A. (1 Episode)